# Jonaspyge
Genre
Jonaspyge est un genre de lépidoptères de la famille des Hesperiidae, de la sous-famille des Pyrginae et de la tribu des Pyrrhopygini.

## Dénomination
Le genre Jonaspyge a été nommé par Olaf Mielke en 2002.

## Liste d'espèces
Selon BioLib (6 avril 2019) :
- Jonaspyge aesculapus (Staudinger, 1876)
- Jonaspyge jonas (C. & R. Felder, 1859)
- Jonaspyge tzotzili (Freeman, 1969)[1]